# Homme à la guitare
Pour les articles homonymes, voir L'Homme à la guitare.
Homme à la guitare est un tableau peint par Pablo Picasso à l'automne 1911. Cette huile sur toile cubiste représente un homme jouant de la guitare. Elle est aujourd'hui conservée au musée Picasso, à Paris.

## Expositions
- Le Cubisme, Centre national d'art et de culture Georges-Pompidou, Paris, 2018-2019.